# Kasejovice
Kasejovice település Csehországban, a Dél-plzeňi járásban. Kasejovice Životice, Lnáře, Nezdřev, Hradiště, Mileč, Oselce, Mladý Smolivec, Čížkov, Předmíř, Čmelíny és Mohelnice településekkel határos. Lakosainak száma 1373 fő (2024. január 1.).

## Népesség
A település lakosságának változását az alábbi diagram mutatja:
| Lakosok száma | 3663 | 3027 | 2890 | 2002 | 1526 | 1266 | 1277 | 1292 | 1246 | 1373 |
|               | 1869 | 1900 | 1921 | 1961 | 1980 | 2011 | 2016 | 2019 | 2021 | 2024 |